# La Cruz del Bajío (La Soledad)
La Cruz del Bajío (La Soledad) es una localidad del municipio de Centro ubicado en la subregión centro del estado mexicano de Tabasco.

## Geografía
La localidad de La Cruz del Bajío (La Soledad) se sitúa en las coordenadas geográficas 17°57′43″N 92°47′08″O / 17.961944, -92.785556, a una elevación de 40 metro sobre el nivel del mar.

## Demografía
Según el Conteo de Población y Vivienda 2020, efectuado por el Instituto Nacional de Estadística y Geografía, la localidad de La Cruz del Bajío (La Soledad) tiene 93 habitantes, de los cuales 53 son del sexo masculino y 40 del sexo femenino. Su tasa de fecundidad es de 1.91 hijos por mujer y tiene 27 viviendas particulares habitadas.
| Gráfica de evolución demográfica de La Cruz del Bajío (La Soledad) entre 2000 y 2020 |
|                                                                                      |
| INEGI.                                                                               |